# F. A. Heinhaus
F. A. Heinhaus, vollständig: Friedrich Albert Heinhaus, (* 18. November 1848 in Wermelskirchen; † 9. Februar 1911, begraben am 12. Februar 1911 in Elberfeld) war ein deutscher Rechenkünstler.

## Leben
Vorfahren der Familie Heinhaus lebten schon längere Zeit im Bergischen Land. Ihr Nachname ging auf das Gut Heinhausen zurück. Friedrich Albert Heinhaus war ein Sohn von Robert Heinhaus. Er hatte neun jüngere Geschwister, mit denen er in seinem Geburtshaus in der Kölner Straße 8 in Wermelskirchen wohnte. Aufgrund seiner früh ersichtlichen mathematischen Fähigkeiten erhielt er die Möglichkeit, nach der Volksschule höhere Schulen in Mülheim und Köln zu besuchen. Danach arbeitete er als Kontor bei der Remscheider Firma Hürxthal. Neben dem Beruf lernte er mit großem Einsatz Fremdsprachen und erhielt daher nach der Lehre kaufmännische Stellen in England, Frankreich und Spanien.
Von 1876 bis 1890 arbeitete Heinhaus als Auslandskorrespondent für die renommierte Firma  Abraham & Gebrüder Frowein in Elberfeld. Zahlreichen Anregungen folgend machte er sich danach als Rechenkünstler selbstständig. Später arbeitete er auch wieder für größere Firmen. Er errechnete eine Jahresbilanz, die ein gewöhnlicher Buchhalter in monatelanger Arbeit erstellte, in wenigen Stunden. Am 12. Februar 1911 plante er  einen Auftritt vor Freunden in seiner Heimatstadt Wermelskirchen, wo er sich oft aufhielt. Er starb jedoch drei Tage zuvor.

## Programm
Heinhaus hatte Auftritte in zahlreichen deutschen Großstädten. Eine abendliche Veranstaltung umfasste:
- das Einmaleins bis 200, bspw.: „179 mal 187“.
- die Quadratur dreiziffriger Zahlen wie „777 mal 777“.
- die Quadratur vierziffriger Zahlen wie „6457 mal 6457“.
- die Berechnung der dritten und vierten Potenz von Zahlen kleiner 100.
- die Berechnung der Quadratwurzel von Zahlen mit sechs bis acht Stellen. Die Nachkommastellen gab er genau an. Hinzu kam die Ermittlung der Kubikwurzel von aufgehenden neunstelligen und nicht aufgehenden sechsstelligen Ziffern. Auch hier ermittelte er die Nachkommastellen exakt.
- die Multiplikation zweier unterschiedlicher Jahreszahlen des aktuellen Jahrhunderts wie „1879 mal 1857“.
- Umrechnung von Pfund Sterling, Shillings und Pence bis ungefähr 100 Pfund bei beliebigem Kurs in Reichsmark.
- Umwandlung einer beliebigen Jahresanzahl in Zeitangaben bis zu 100 Sekunden. Das Jahr hatte dabei 365 Tage.
- Umwandlung eines Lebensalters in die Anzahl der Sekunden. Das Lebensalter konnte in Jahren, Monaten, Tagen, Stunden etc. ausgedrückt werden; das Jahr durfte 366 oder 365 Tage haben, der Monat 30 oder 31 Tage.
- beliebige Additionen, bspw. von ungefähr acht bis zehn Zahlen, die beliebig drei oder vier Stellen haben durften. Bei Notation der letzten zu addierenden Ziffer an einer Tafel musste er das Ergebnis nennen.
- Berechnung des Wochentages eines freigewählten Datums. Dieses durfte in der Zukunft oder der Vergangenheit und in allen Jahrhunderten liegen.

## Erfolge
Heinhaus erhielt Einladungen von deutschen Fürstenhöfen und besuchte den Hof Wilhelms II., der ihm seine Bewunderung und Anerkennung mitteilte. Königin Victoria empfing ihn in London. Er hatte darüber hinaus Auftritte in Rumänien, der Schweiz, Belgien, Skandinavien, Russland und Amerika.
Heinhaus‘ Künste fanden Rezeption in der Weltpresse. Eine Zeitung aus Sankt Petersburg notierte: „Diese Rechenkunst bleibt unerklärlich, und man fügt sich darin, wie ein Hindu sich in die Weltschöpfung fügt. Wir stehen hier vor einem Phänomen, das zu erörtern nur ein Gall berufen wäre und das an der Grenze des psychologischen Problems steht“. Dem Leipziger Tageblatt war zu entnehmen: „F. A. Heinhaus ist ein Genie im Rechnen. Adam Riese würde vor diesem Riesen in Demut sein Haupt geneigt haben. Es ist ein wahres Vergnügen, ihn arbeiten zu sehen.“
Heinhaus verblüffte seine Zuschauer, indem er die gestellten Aufgaben unmittelbar löste. Im Zweifelsfall führte er selbst den Beweis für die Richtigkeit seiner Rechnung. Die zugrundeliegenden Kalkulationen hielt er dann schriftlich fest.
Aufgrund seiner Fähigkeiten beschäftigten sich auch Mediziner mit dem Rechenkünstler. Oswald Berkhan notierte eine Körpergröße von 1,77 Metern, vermaß seinen Kopf und stellte fest, dass dieser einen Durchmesser habe, der sonst nur bei Immanuel Kant, Gauß und Bismarck habe gemessen werden könne. Kopfwölbung und weitere Daten seien „Maße, die die gewöhnlichen Messungen bedeutend übertreffen.“ Der Stettiner Georg Buschan beschäftigte sich in einer größeren Abhandlung mit Heinhaus und kam zu dem Schluss, dass seine Rechenfähigkeit angeboren sein müsse. Er vermutete eine besondere „Entwicklung einer bestimmten Hirnpartie, höchstwahrscheinlich der unteren linken Stirnwindung“. Heinhaus selbst sagte, dass seine Fähigkeiten „ein Geschenk der Güte Gottes“ seien.